# Takeuchiïta
La takeuchiïta és un mineral de la classe dels borats, que pertany al grup de l'ortopinakiolita. Rep el seu nom del mineralogista japonès Yoshio Takeuchi.

## Característiques
La takeuchiïta és un borat de fórmula química Mg₂Mn3+O₂BO₃. Va ser aprovada com a espècie vàlida per l'Associació Mineralògica Internacional l'any 1980. Cristal·litza en el sistema ortoròmbic. La seva duresa a l'escala de Mohs és 6.
Segons la classificació de Nickel-Strunz, la takeuchiïta pertany a «06.AB: borats amb anions addicionals; 1(D) + OH, etc.» juntament amb els següents minerals: hambergita, berborita, jeremejevita, warwickita, yuanfuliïta, karlita, azoproïta, bonaccordita, fredrikssonita, ludwigita, vonsenita, pinakiolita, blatterita, chestermanita, ortopinakiolita, hulsita, magnesiohulsita, aluminomagnesiohulsita, fluoborita, hidroxilborita, shabynita, wightmanita, gaudefroyita, sakhaïta, harkerita, pertsevita-(F), pertsevita-(OH), jacquesdietrichita i painita.

## Formació i jaciments
Va ser descoberta l'any 1980 a Långban, al municipi de Filipstad, a la regió de Värmland, Suècia. Es tracta de l'únic indret on ha estat trobada aquesta espècie mineral.